# Grande Prémio de Portugal de 1994
Resultados do Grande Prêmio de Portugal de Fórmula 1 realizado em Estoril em 25 de setembro de 1994. Décima terceira etapa da temporada, teve como vencedor o britânico Damon Hill, que subiu ao pódio junto a David Coulthard numa dobradinha da Williams-Renault, com Mika Häkkinen em terceiro pela McLaren-Peugeot.

## Resumo
Esta corrida marcou as despedidas dos pilotos Jean-Marc Gounon, Yannick Dalmas e Philippe Adams.

## Classificação da prova
| Pos. | Nº | Piloto                | Construtor        | Voltas | Tempo/Diferença | Grid | Pontos |
| ---- | -- | --------------------- | ----------------- | ------ | --------------- | ---- | ------ |
| 1    | 0  | Damon Hill            | Williams-Renault  | 71     | 1:45:10.146     | 2    | 10     |
| 2    | 2  | David Coulthard       | Williams-Renault  | 71     | + 0.603         | 3    | 6      |
| 3    | 7  | Mika Häkkinen         | McLaren-Peugeot   | 71     | + 20.193        | 4    | 4      |
| 4    | 14 | Rubens Barrichello    | Jordan-Hart       | 71     | + 28.003        | 8    | 3      |
| 5    | 6  | Jos Verstappen        | Benetton-Ford     | 71     | + 29.385        | 10   | 2      |
| 6    | 8  | Martin Brundle        | McLaren-Peugeot   | 71     | + 52.702        | 7    | 1      |
| 7    | 15 | Eddie Irvine          | Jordan-Hart       | 70     | + 1 volta       | 13   |        |
| 8    | 9  | Christian Fittipaldi  | Footwork-Ford     | 70     | + 1 volta       | 11   |        |
| DSQ  | 26 | Olivier Panis         | Ligier-Renault    | 70     | Bloqueio ilegal | 15   |        |
| 9    | 10 | Gianni Morbidelli     | Footwork-Ford     | 70     | + 1 volta       | 16   |        |
| 10   | 25 | Eric Bernard          | Ligier-Renault    | 70     | + 1 volta       | 21   |        |
| 11   | 12 | Johnny Herbert        | Lotus-Mugen/Honda | 70     | + 1 volta       | 20   |        |
| 12   | 23 | Pierluigi Martini     | Minardi-Ford      | 69     | + 2 voltas      | 18   |        |
| 13   | 24 | Michele Alboreto      | Minardi-Ford      | 69     | + 2 voltas      | 19   |        |
| 14   | 19 | Yannick Dalmas        | Larrousse-Ford    | 69     | + 2 voltas      | 23   |        |
| 15   | 32 | Jean-Marc Gounon      | Simtek-Ford       | 67     | + 4 voltas      | 26   |        |
| 16   | 11 | Philippe Adams        | Lotus-Mugen/Honda | 67     | + 4 voltas      | 25   |        |
| Ret  | 4  | Mark Blundell         | Tyrrell-Yamaha    | 61     | Motor           | 12   |        |
| Ret  | 5  | J. J. Lehto           | Benetton-Ford     | 60     | Spun Off        | 14   |        |
| Ret  | 29 | Andrea de Cesaris     | Sauber-Mercedes   | 54     | Spun Off        | 17   |        |
| Ret  | 27 | Jean Alesi            | Ferrari           | 38     | Colisão         | 5    |        |
| Ret  | 31 | David Brabham         | Simtek-Ford       | 36     | Colisão         | 24   |        |
| Ret  | 30 | Heinz-Harald Frentzen | Sauber-Mercedes   | 31     | Diferencial     | 9    |        |
| Ret  | 20 | Erik Comas            | Larrousse-Ford    | 27     | Suspensão       | 22   |        |
| Ret  | 3  | Ukyo Katayama         | Tyrrell-Yamaha    | 26     | Câmbio          | 6    |        |
| Ret  | 28 | Gerhard Berger        | Ferrari           | 7      | Câmbio          | 1    |        |
| DNQ  | 34 | Bertrand Gachot       | Pacific-Ilmor     |        |                 |      |        |
| DNQ  | 33 | Paul Belmondo         | Pacific-Ilmor     |        |                 |      |        |

## Tabela do campeonato após a corrida
| Pos. | Piloto             | Pontos |
| ---- | ------------------ | ------ |
| 1    | Michael Schumacher | 76     |
| 2    | Damon Hill         | 75     |
| 3    | Gerhard Berger     | 33     |
| 4    | Mika Häkkinen      | 22     |
| 5    | Jean Alesi         | 19     |

| Pos. | Construtor       | Pontos |
| ---- | ---------------- | ------ |
| 1    | Williams-Renault | 89     |
| 2    | Benetton-Ford    | 87     |
| 3    | Ferrari          | 58     |
| 4    | McLaren-Peugeot  | 34     |
| 5    | Jordan-Hart      | 20     |

- Nota: Somente as primeiras cinco posições estão listadas.